# Saint of Me
"Saint of Me" er en sang fra det engelske rock ‘n’ roll band The Rolling Stones, og den blev udgivet som single, i 1997, fra albummet Bridges to Babylon.
Den blev skrevet af Mick Jagger og Keith Richards, og Jagger synger i sangen om forskellige mennesker i historien, der har konverteret til kristendom, mest bemærkelsesværdig er  Paulus og Augustin.  Jagger fortæller derefter, at de aldrig vil kunne lave en helgen ud af ham.
| Citat | You'll never make a saint of me, Oh yeah, Oh yeah, You'll never make a saint of me | Citat |
|       |                                                                                    |       |

Jagger synger og spillede akustisk guitar på sangen, mens Waddy Wachtel & Ron Wood spillede elektriske guitar (Keith Richards var fraværende). Charlie Watts på trommer, og Me'Shell Ndegéocello og Pierre de Beauport på henholdsvis bass og 6 strengede bass, og Billy Preston på orgel. Koret blev dannet af Bernard Fowler & Blondie Chaplin .
”Saint of Me” blev nummer 26. i England og nummer 84. i USA. Nummeret blev også nummer 13. på Billboard's Mainstream Rock Tracks.
Live optagelse af sange fra deres Bridges to Babylon Tour, findes på deres 1999 live album No Security.

### Fodnote
1. ↑  Saint Of Me – Lyrics